# Dyskografia zespołu ABBA
Dyskografia szwedzkiego zespołu ABBA.
W kwietniu 2006 r. Universal Records podał, że zespół sprzedał 370 milionów płyt. Kompilacja ABBA Gold stała się bardzo popularnym albumem grupy, osiągnęła sprzedaż 26 milionów.

## Albumy

### Albumy studyjne
| Nazwa                                      | Dane dot. albumu                                                       | Szwecja | Australia | Austria | Kanada | Francja | Niemcy | Holandia | Norwegia | Japonia | Nowa Zelandia | Wielka Brytania | Stany Zjednoczone |
| ------------------------------------------ | ---------------------------------------------------------------------- | ------- | --------- | ------- | ------ | ------- | ------ | -------- | -------- | ------- | ------------- | --------------- | ----------------- |
| Ring Ring                                  | - Data: 26 marca 1973 - Wydawca: Polar Music                           | 2       | 10        | –       | –      | –       | –      | –        | 10       | –       | 32            | –               | –                 |
| Waterloo                                   | - Data: 4 marca 1974 - Wydawca: Polar Music                            | 1       | 18        | –       | –      | –       | 6      | 74       | 1        | –       | 38            | 28              | 145               |
| ABBA                                       | - Data: 21 kwietnia 1975 - Wydawca: Polar Music                        | 1       | 1         | –       | 55     | –       | 31     | 3        | 1        | –       | 3             | 13              | 174               |
| Arrival                                    | - Data: 11 października 1976 - Wydawca: Polar Music                    | 1       | 1         | 12      | 4      | 15      | 1      | 1        | 1        | 3       | 1             | 1               | 20                |
| The Album                                  | - Data: 12 grudnia 1977 - Wydawca: Polar Music                         | 1       | 4         | 2       | 8      | 13      | 2      | 1        | 1        | 9       | 1             | 1               | 14                |
| Voulez-Vous                                | - Data: 23 kwietnia 1979 - Wydawca: Polar Music                        | 1       | 5         | 2       | 6      | 6       | 1      | 1        | 1        | 1       | 2             | 1               | 19                |
| Super Trouper                              | - Data: 3 listopada 1980 - Wydawca: Polar Music                        | 1       | 5         | 3       | 10     | 8       | 1      | 1        | 1        | 8       | 5             | 1               | 17                |
| The Visitors                               | - Data: 30 listopada 1981 - Wydawca: Polar Music                       | 1       | 22        | 3       | 18     | 12      | 1      | 1        | 1        | 12      | 19            | 1               | 29                |

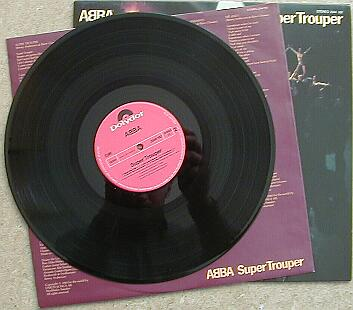
Album „Super Trouper” wydany przez Polydor

| Voyage                                     | - Data: 5 listopada 2021 - Wydawca: Polar Music, Universal Music Group | 1       | 1         | 1       | 2      | 1       | 1      | 1        | 1        | –       | 1             | 1               | 2                 |
| „–” brak danych lub album nie był notowany |                                                                        |         |           |         |        |         |        |          |          |         |               |                 |                   |

### Albumy koncertowe
| Data             | Nazwa                 |
| ---------------- | --------------------- |
| 18 sierpnia 1986 | ABBA Live             |
| 29 września 2014 | Live at Wembley Arena |

### Kompilacje
| Data                 | Nazwa                            | Wielka Brytania | Stany Zjednoczone | Holandia | Niemcy | Francja | Australia | Nowa Zelandia | Japonia | Norwegia | Szwecja | Austria |
| -------------------- | -------------------------------- | --------------- | ----------------- | -------- | ------ | ------- | --------- | ------------- | ------- | -------- | ------- | ------- |
| 17 listopada 1975    | Greatest Hits                    | 1               | 48                |          | 2      | 9       |           |               |         | 1        | 1       |         |
| 29 października 1979 | Greatest Hits Vol. 2             | 1               | 46                | 4        | 6      | 5       | 20        | 3             | 2       | 25       | 20      | 2       |
| 8 listopada 1982     | The Singles: The First Ten Years | 1               | 62                | 4        | 5      | 6       | 18        | 5             |         | 33       | 19      |         |
| 21 sierpnia 1992     | ABBA Gold: Greatest Hits         | 1               | 63                | 2        | 1      | 1       | 1         | 3             | 12      | 1        | 1       | 1       |
| 24 maja 1993         | More ABBA Gold: More ABBA Hits   | 13              |                   | 10       | 9      | 10      | 38        |               |         | 16       | 3       | 7       |
| 2 listopada, 2001    | The Definitive Collection        | 17              | 186               | 39       | 14     | 12      | 10        | 9             |         | 8        | 26      | 38      |
| 20 listopada 2006    | Number Ones                      | 15              |                   | 47       | 24     |         | 36        | 1             |         | 25       | 20      | 22      |

## Single

### Single na listach przebojów w poszczególnych krajach
| Rok  | Singel                                         | GBR | US  | US (AC) | SWE | NLD | FRA | ESP | IRL | DEU | NOR | BEL | AUS | JPN | CAN | MEX | ARG | RPA | AUT | Album                                 |
| ---- | ---------------------------------------------- | --- | --- | ------- | --- | --- | --- | --- | --- | --- | --- | --- | --- | --- | --- | --- | --- | --- | --- | ------------------------------------- |
| 1972 | „People Need Love”                             | –   | –   | –       | 17  | –   | –   | –   | –   | –   | –   | –   | –   | –   | –   | –   | –   | –   | –   | Ring Ring                             |
| 1972 | „He Is Your Brother”                           | –   | –   | –       | –   | –   | –   | –   | –   | –   | –   | –   | –   | –   | –   | –   | –   | –   | –   | Ring Ring                             |
| 1973 | „Ring Ring (Bara du slog en signal)”           | –   | –   | –       | 1   | –   | –   | –   | –   | –   | –   | –   | –   | –   | –   | –   | –   | –   | –   | Ring Ring                             |
| 1973 | „Ring Ring”²                                   | 32  | –   | –       | 2   | 5   | 82  | –   | –   | –   | 2   | 1   | 92  | –   | –   | –   | –   | 3   | 2   | Ring Ring                             |
| 1973 | „Love Isn’t Easy (But It Sure Is Hard Enough)” | –   | –   | –       | –   | –   | –   | –   | –   | –   | –   | –   | –   | –   | –   | –   | –   | –   | –   | Ring Ring                             |
| 1973 | „Nina, Pretty Ballerina”                       | –   | –   | –       | –   | –   | –   | –   | –   | –   | –   | –   | –   | –   | –   | –   | –   | –   | 8   | Ring Ring                             |
| 1973 | „Rock’n Roll Band”                             | –   | –   | –       | –   | –   | –   | –   | –   | –   | –   | –   | –   | –   | –   | –   | –   | –   | –   | Ring Ring                             |
| 1973 | „Another Town, Another Train”                  | –   | –   | –       | –   | –   | –   | –   | –   | –   | –   | –   | –   | –   | –   | –   | –   | –   | –   | Ring Ring                             |
| 1974 | „Waterloo” (wersja szwedzka)                   | –   | –   | –       | 2   | –   | –   | –   | –   | –   | –   | –   | –   | –   | –   | –   | –   | –   | –   | Waterloo                              |
| 1974 | „Waterloo”                                     | 1   | 6   | –       | 3   | 2   | 3   | 3   | 1   | 1   | 1   | –   | 4   | –   | 7   | –   | –   | 1   | 2   | Waterloo                              |
| 1974 | „Honey, Honey”                                 | –   | 27  | 27      | –   | 16  | –   | –   | –   | 2   | 16  | 12  | 30  | –   | 18  | –   | –   | –   | 4   | Waterloo                              |
| 1974 | „Hasta Mañana”                                 | –   | –   | –       | –   | –   | –   | –   | –   | –   | –   | –   | 16  | –   | –   | –   | –   | 2   | –   | Waterloo                              |
| 1974 | „So Long”                                      | –   | –   | –       | 7   | –   | 64  | –   | –   | 11  | –   | 29  | –   | –   | –   | –   | –   | –   | 3   | ABBA                                  |
| 1975 | „I’ve Been Waiting for You”                    | –   | –   | –       | –   | –   | –   | –   | –   | –   | –   | –   | 49  | –   | –   | –   | –   | –   | –   | ABBA                                  |
| 1975 | „Ring Ring”(reedycja)                          | –   | –   | –       | –   | –   | –   | –   | –   | –   | –   | –   | –   | 7   | –   | –   | –   | –   | –   | Ring Ring                             |
| 1975 | „I Do, I Do, I Do, I Do, I Do”                 | 38  | 15  | 8       | –   | 3   | 14  | –   | –   | 6   | 2   | 2   | 1   | –   | 12  | –   | –   | 1   | 4   | ABBA                                  |
| 1975 | „SOS”                                          | 6   | 15  | 19      | –   | 2   | –   | –   | 4   | 1   | 2   | 1   | 1   | –   | 9   | 1   | –   | 1   | 2   | ABBA                                  |
| 1975 | „Bang-A-Boomerang”                             | –   | –   | –       | –   | –   | 59  | –   | –   | –   | –   | –   | –   | –   | –   | –   | –   | –   | –   | ABBA                                  |
| 1975 | „Mamma Mia”                                    | 1   | 32  | 12      | –   | 13  | –   | –   | 1   | 1   | 2   | 1   | 1   | –   | 18  | –   | –   | 5   | 3   | ABBA                                  |
| 1976 | „Fernando”                                     | 1   | 13  | 1       | 2   | 1   | 1   | 3   | 1   | 1   | 2   | 1   | 1   | –   | 2   | 1   | –   | 1   | 1   | Greatest Hits/Arrival                 |
| 1976 | „Rock Me”                                      | –   | –   | –       | –   | –   | –   | –   | –   | –   | –   | –   | 4   | –   | –   | –   | –   | –   | –   | ABBA                                  |
| 1976 | „Dancing Queen”                                | 1   | 1   | 6       | 1   | 1   | 5   | 1   | 1   | 1   | 1   | 1   | 1   | 19  | 2   | 1   | –   | 1   | 4   | Arrival                               |
| 1976 | „Money, Money, Money”                          | 3   | 56  | 38      | –   | 1   | 1   | –   | 2   | 1   | 2   | 1   | 1   | –   | 47  | 1   | –   | –   | 3   | Arrival                               |
| 1976 | „Dum dum diddle”                               | –   | –   | –       | –   | –   | –   | –   | –   | –   | –   | –   | –   | –   | –   | –   | –   | –   | –   | Arrival                               |
| 1977 | „That’s Me”                                    | –   | –   | –       | –   | –   | –   | –   | –   | –   | –   | –   | –   | 75  | –   | –   | –   | –   | –   | Arrival                               |
| 1977 | „Knowing Me, Knowing You”                      | 1   | 14  | 7       | –   | 3   | 9   | 17  | 1   | 1   | 6   | 2   | 9   | –   | 2   | 1   | –   | 1   | 2   | Arrival                               |
| 1977 | „King Kong Song”                               | –   | –   | –       | 4   | –   | –   | –   | –   | –   | –   | –   | 94  | –   | –   | –   | –   | –   | –   | Waterloo                              |
| 1977 | „The Name of the Game”                         | 1   | 12  | 9       | 2   | 2   | 12  | –   | 2   | 7   | 3   | 2   | 6   | –   | 14  | 10  | –   | 3   | 12  | The Album                             |
| 1978 | „Take a Chance on Me”                          | 1   | 3   | 9       | –   | 2   | 10  | –   | 1   | 3   | 8   | 1   | 12  | 67  | 3   | 1   | –   | 6   | 1   | The Album                             |
| 1978 | „One Man, One Woman”                           | –   | –   | –       | –   | –   | –   | –   | –   | –   | –   | –   | –   | –   | –   | –   | –   | –   | –   | The Album                             |
| 1978 | „Eagle”³                                       | –   | –   | –       | –   | 4   | 36  | –   | –   | 6   | –   | 1   | 82  | 62  | –   | –   | –   | –   | 17  | The Album                             |
| 1978 | „Thank You for the Music”                      | –   | –   | –       | –   | –   | –   | –   | –   | –   | –   | –   | –   | –   | –   | –   | –   | 2   | –   | The Album                             |
| 1978 | „Summer Night City”                            | 5   | –   | –       | 1   | –   | –   | –   | 1   | 6   | –   | –   | 13  | 24  | 34  | 10  | –   | –   | 18  | Greatest Hits Vol. 2                  |
| 1979 | „Chiquitita”                                   | 2   | 29  | 15      | 2   | 1   | 13  | 1   | 1   | 3   | 4   | 1   | 4   | 19  | 17  | 1   | 7   | 1   | 6   | Voulez-Vous                           |
| 1979 | „Chiquitita” (wersja hiszpańska)               | –   | –   | –       | –   | –   | –   | 5   | –   | –   | –   | –   | –   | –   | 1   | 1   | –   | –   |     | Voulez-Vous                           |
| 1979 | „Does Your Mother Know”                        | 4   | 19  | 41      | –   | 4   | 26  | –   | 3   | 10  | –   | 1   | 7   | –   | 8   | 17  | –   | 12  | 13  | Voulez-Vous                           |
| 1979 | „Estoy soñando”                                | –   | –   | –       | –   | –   | –   | 15  | –   | –   | –   | –   | –   | –   | –   | 3   | 4   | –   | –   | Gracias por la música                 |
| 1979 | „Voulez-Vous”                                  | –   | 80  | 40      | –   | 4   | 9   | 9   | 3   | 14  | –   | 1   | 79  | 18  | 43  | –   | –   | –   | –   | Voulez-Vous                           |
| 1979 | „Angeleyes”                                    | 3   | 64  | 37      | –   | –   | –   | –   | –   | –   | –   | –   | –   | –   | 39  | –   | –   | –   | –   | Voulez-Vous                           |
| 1979 | „As Good as New”                               | –   | –   | –       | –   | –   | –   | –   | –   | –   | –   | –   | –   | –   | –   | 1   | –   | –   | –   | Voulez-Vous                           |
| 1979 | „Gimme! Gimme! Gimme! (A Man After Midnight)”  | 3   | –   | –       | –   | 2   | 1   | –   | 1   | 3   | 2   | 1   | 8   | 17  | –   | –   | –   | 16  | 2   | Greatest Hits Vol. 2                  |
| 1979 | „I Have a Dream”                               | 2   | –   | –       | –   | 1   | 42  | 3   | 2   | 4   | –   | 1   | 64  | –   | –   | –   | –   | 3   | 1   | Voulez-Vous                           |
| 1980 | „Gracias por la música”                        | –   | –   | –       | –   | –   | –   | –   | –   | –   | –   | –   | –   | –   | –   | 15  | 4   | –   | –   | Gracias por la música                 |
| 1980 | „¡Dame! ¡Dame! ¡Dame!”                         | –   | –   | –       | –   | –   | –   | –   | –   | –   | –   | –   | –   | –   | –   | –   | –   | –   | –   | Gracias por la música                 |
| 1980 | „The Winner Takes It All”                      | 1   | 8   | 1       | 2   | 1   | 5   | 10  | 1   | 4   | 3   | 1   | 7   | 33  | 10  | 5   | –   | 1   | 3   | Super Trouper                         |
| 1980 | „On and On and On”                             | –   | 90  | –       | –   | –   | 18  | –   | –   | –   | –   | –   | 9   | 52  | –   | –   | –   | –   | –   | Super Trouper                         |
| 1980 | „Andante, andante”                             | –   | –   | –       | –   | –   | –   | –   | –   | –   | –   | –   | –   | –   | –   | –   | –   | –   | –   | Super Trouper                         |
| 1980 | „The Piper”                                    | –   | –   | –       | –   | –   | –   | –   | –   | –   | –   | –   | –   | –   | –   | –   | –   | –   | –   | Super Trouper                         |
| 1980 | „Super Trouper”                                | 1   | 45  | 14      | 11  | 1   | 4   | 8   | 1   | 1   | 2   | 1   | 77  | 93  | 32  | 3   | –   | –   | 3   | Super Trouper                         |
| 1980 | „Felicidad”                                    | –   | –   | –       | –   | –   | –   | –   | –   | –   | –   | –   | –   | –   | –   | –   | 5   | –   | –   | Super Trouper                         |
| 1980 | „Happy New Year”                               | –   | –   | –       | –   | –   | –   | –   | –   | –   | –   | –   | –   | –   | –   | –   | –   | –   | –   | Super Trouper                         |
| 1981 | „Lay All Your Love on Me”                      | 7   | –   | –       | –   | –   | 18  | –   | 8   | 26  | –   | 13  | –   | –   | –   | –   | –   | –   | –   | Super Trouper                         |
| 1981 | „One of Us”                                    | 3   | 107 | 33      | 2   | 1   | 8   | 7   | 1   | 1   | 6   | 1   | 48  | –   | –   | –   | –   | 4   | 3   | The Visitors                          |
| 1982 | „When All Is Said and Done”                    | –   | 27  | 10      | –   | –   | –   | –   | –   | –   | –   | –   | 81  | –   | –   | –   | –   | –   | –   | The Visitors                          |
| 1982 | „No hay a quien culpar”                        | –   | –   | –       | –   | –   | –   | –   | –   | –   | –   | –   | –   | –   | –   | –   | –   | –   | –   | The Visitors                          |
| 1982 | „Head Over Heels”                              | 25  | –   | –       | –   | 4   | 10  | –   | 14  | 19  | –   | 2   | –   | –   | –   | 45  | –   | –   | 8   | The Visitors                          |
| 1982 | „The Visitors”                                 | –   | 63  | –       | –   | –   | –   | –   | –   | –   | –   | –   | –   | –   | –   | –   | –   | –   | –   | The Visitors                          |
| 1982 | „Se me está escapando”                         | –   | –   | –       | –   | –   | –   | –   | –   | –   | –   | –   | –   | –   | –   | –   | –   | –   | –   | The Visitors                          |
| 1982 | „The Day Before You Came”                      | 32  | –   | –       | 3   | 3   | 38  | –   | 12  | 5   | 5   | 3   | 48  | –   | –   | 19  | –   | –   | 16  | The Singles: The First Ten Years      |
| 1983 | „Under Attack”                                 | 26  | –   | –       | –   | 5   | 48  | –   | 11  | 22  | –   | 3   | 96  | –   | –   | –   | –   | –   | –   | The Singles: The First Ten Years      |
| 1983 | „Cassandra”                                    | –   | –   | –       | –   | –   | –   | –   | –   | –   | –   | –   | –   | –   | –   | –   | –   | –   | –   | The Singles: The First Ten Years      |
| 1983 | „Thank You for the Music”                      | 33  | –   | –       | –   | –   | 58  | –   | 17  | –   | –   | –   | –   | –   | –   | –   | –   | –   | –   | The Album                             |
| 1992 | „Dancing Queen”                                | 16  | –   | –       | 15  | 15  | –   | –   | –   | 22  | 5   | 16  | 28  | –   | –   | –   | –   | –   | –   | ABBA Gold: Greatest Hits              |
| 1994 | „Dream World”                                  | –   | –   | –       | 17  | –   | –   | –   | –   | –   | –   | –   | –   | –   | –   | –   | –   | –   | –   | Thank You for the Music               |
| 1996 | „Put on Your White Sombrero”                   | –   | –   | –       | –   | –   | –   | –   | –   | –   | –   | –   | –   | –   | –   | –   | –   | –   | –   | Thank You for the Music               |
| 1999 | „Happy New Year”                               | –   | –   | –       | 27  | –   | –   | –   | –   | 78  | 20  | –   | –   | –   | –   | –   | –   | –   | –   | The Complete Singles Collection       |
| 2001 | „SOS”                                          | –   | –   | –       | –   | –   | –   | –   | –   | –   | –   | –   | 15  | –   | –   | –   | –   | –   | –   | SOS: The Best of ABBA                 |
| 2004 | „Waterloo”                                     | 20  | –   | –       | –   | –   | –   | –   | 33  | –   | –   | –   | –   | –   | –   | –   | –   | –   | –   | Waterloo: 30th Anniversary Collection |
| 2008 | „Happy New Year”                               | –   | –   | –       | 4   | –   | –   | –   | –   | –   | 11  | –   | –   | –   | –   | –   | –   | –   | –   | –                                     |
| 2008 | „Mamma Mia”                                    | 56  | –   | –       | –   | –   | –   | –   | –   | –   | –   | –   | 48  | –   | –   | –   | –   | –   | –   | –                                     |
| 2008 | „Dancing Queen”                                | 90  | –   | –       | –   | –   | –   | –   | –   | –   | –   | –   | 58  | –   | –   | –   | –   | –   | –   | –                                     |
| 2008 | „Honey, Honey”                                 | –   | –   | –       | –   | –   | –   | –   | –   | –   | 16  | –   | –   | –   | –   | –   | –   | –   | –   | –                                     |

## DVD
| Rok  | Tytuł                        |
| ---- | ---------------------------- |
| 1999 | ABBA The Winner Takes It All |
| 2004 | ABBA In Concert              |
| 2004 | ABBA The Last Video          |
| 2004 | ABBA Super Troupers          |
| 2005 | ABBA The Movie               |

## Teledyski
| Rok  | Tytuł                                         | Reżyser         |
| ---- | --------------------------------------------- | --------------- |
| 1974 | „Waterloo”                                    | Lasse Hallström |
| 1974 | „Ring Ring”                                   | –               |
| 1975 | „Mamma Mia”                                   | Lasse Hallström |
| 1975 | „SOS”                                         | Lasse Hallström |
| 1975 | „Bang-A-Boomerang”                            | Lasse Hallström |
| 1975 | „I Do, I Do, I Do, I Do, I Do”                | Lasse Hallström |
| 1976 | „Fernando”                                    | Lasse Hallström |
| 1976 | „Dancing Queen”                               | Lasse Hallström |
| 1976 | „Money, Money, Money”                         | Lasse Hallström |
| 1977 | „Knowing Me, Knowing You”                     | Lasse Hallström |
| 1977 | „That’s Me”                                   | Lasse Hallström |
| 1977 | „When I Kissed the Teacher”                   | –               |
| 1977 | „The Name of the Game”                        | Lasse Hallström |
| 1978 | „Take a Chance on Me”                         | Lasse Hallström |
| 1978 | „Eagle”                                       | Lasse Hallström |
| 1978 | „One Man, One Woman”                          | Lasse Hallström |
| 1978 | „Thank You for the Music”                     | Lasse Hallström |
| 1978 | „Summer Night City”                           | Lasse Hallström |
| 1979 | „Chiquitita”                                  | –               |
| 1979 | „Does Your Mother Know”                       | Lasse Hallström |
| 1979 | „Voulez-Vous”                                 | Lasse Hallström |
| 1979 | „Gimme! Gimme! Gimme! (A Man After Midnight)” | Lasse Hallström |
| 1979 | „I Have a Dream”                              | –               |
| 1980 | „On and On and On”                            | –               |
| 1980 | „The Winner Takes It All”                     | Lasse Hallström |
| 1980 | „Super Trouper”                               | Lasse Hallström |
| 1980 | „Happy New Year”                              | Lasse Hallström |
| 1981 | „Lay All Your Love on Me”                     | –               |
| 1981 | „When All Is Said and Done”                   | Lasse Hallström |
| 1981 | „One of Us”                                   | Lasse Hallström |
| 1982 | „Head Over Heels”                             | Lasse Hallström |
| 1982 | „The Day Before You Came”                     | –               |
| 1983 | „Under Attack”                                | –               |